# Briefmarken-Jahrgang 1990 der Deutschen Bundespost Berlin
Der Briefmarken-Jahrgang 1990 der Deutschen Bundespost Berlin umfasste 18 Sondermarken und zwei Dauermarken.
Die Briefmarken dieses Jahrganges waren bis zum 31. Dezember 1991 frankaturgültig.
Der Nennwert der Marken betrug 16,05 DM; dazu kamen 3,70 DM als Zuschlag für wohltätige Zwecke.
Zwei Ergänzungswerte der Dauermarkenserie „Sehenswürdigkeiten“ erschienen am selben Tag für die Deutsche Bundespost.
Erstmals gab es eine Gemeinschaftsausgabe mit gleichem Motiv, das von fünf europäischen Postverwaltungen Deutsche Bundespost, Deutsche Bundespost Berlin, Deutsche Demokratische Republik und in Belgien und Österreich zur 500-jährigen europäischen Postgeschichte herausgegeben wurde. Neben den Marken gab es auch Sonderstempel.
Die am 27. September 1990 erschienenen Marken waren ursprünglich zur Ausgabe am üblichen Termin im Oktober vorgesehen. Durch die  Wiedervereinigung Deutschlands am 3. Oktober 1990 wurde der Ausgabetermin vorgezogen, da mit dieser der Sonderstatus von Berlin nach dem Vier-Mächte-Abkommen und damit sowohl Notwendigkeit als auch Rechtfertigung besonderer Briefmarkenausgaben der „Deutschen Bundespost Berlin“ entfiel.
Für Philatelisten ist dieses Sammelgebiet damit abgeschlossen.

## Liste der Ausgaben und Motive
Legende
- Bild: Eine bearbeitete Abbildung der genannten Marke. Das Verhältnis der Größe der Briefmarken zueinander ist in diesem Artikel annähernd maßstabsgerecht dargestellt. Sollten keine Marken abgebildet sein, liegt es daran, dass das Urheberrecht des Künstlers noch nicht erloschen ist.
- Beschreibung: Eine Kurzbeschreibung des Motivs und/oder des Ausgabegrundes. Bei ausgegebenen Serien oder Blocks werden die zusammengehörigen Beschreibungen mit einer Markierung versehen eingerückt.
- Wert: Der Frankaturwert der einzelnen Marke in Pfennig. Ein „+“ bedeutet, dass es sich um eine Zuschlagsmarke handelt (= Frankaturwert + Spende).
- Ausgabedatum: Das Datum des erstmaligen Verkaufs dieser Briefmarke.
- Auflage: Soweit bekannt, wird hier die zum Verkauf angebotene Anzahl dieser Ausgabe angegeben.
- Entwurf: Soweit bekannt, wird hier angegeben, von wem der Entwurf dieser Marke stammt.
- Mi.-Nr.: Diese Briefmarke wird im Michel-Katalog unter der entsprechenden Nummer gelistet.

| Sondermarken | |                  |                       |                      |                         |                      |
| Bild         | Beschreibung                                                                                              | Werte in Pfennig | Ausgabe- datum (1990) | Auflage              | Entwurf                 | Mi.-Nr.              |
|              | 500 Jahre internationale Postverbindungen in Europa Der kleine Postreiter (Albrecht Dürer)                | 100              | 12. Januar            | 15.618.000           | Bundesdruckerei Berlin  | 860                  |
|              | 250 Jahre öffentlicher Personenverkehr in Berlin Pferdekutsche                                            | 60               | 12. Januar            | 9.800.000            | Ernst Kößlinger         | 861                  |
|              | 150. Geburtstag von Ernst Rudorff Musiklehrer, Vorkämpfer des Heimat- und Naturschutzes                   | 60               | 12. Januar            | 14.600.000           | Fritz Lüdtke            | 862                  |
|              | Sporthilfe 1990: Beliebte Sportarten - Wasserball                                                         | 100+50           | 15. Februar           | 3.225.000            | Gerd Aretz              | 864                  |
|              | - Rollstuhl-Basketball                                                                                    | 140+60           | 15. Februar           | 3.279.000            | Gerd Aretz              | 865                  |
|              | 100 Jahre Freie Volksbühne Berlin Theater der Freien Volksbühne, stilisierter Theatervorhang              | 100              | 15. Februar           | 8.100.000            | Ernst Kößlinger         | 866                  |
|              | 40 Jahre Bundeshaus in Berlin Bundeshaus in der Bundesallee                                               | 100              | 15. Februar           | 8.100.000            | Bernd Görs              | 867                  |
|              | Für die Jugend 1990: 125 Jahre Max und Moritz - Aber Moritz aus der Tasche zieht die Flintenpulverflasche | 60+30            | 19. April             | 2.217.000            | Heinz Schillinger       | 868                  |
|              | - Und der Meister Bäcker schrie: „Ach herrje! Da laufen sie!“                                             | 70+30            | 19. April             | 2.217.000            | Heinz Schillinger       | 869                  |
|              | - Wozu müssen auch die beiden Löcher in die Säcke schneiden                                               | 80+35            | 19. April             | 2.212.000            | Heinz Schillinger       | 870                  |
|              | - Schon faßt einer, der voran, Onkel Fritzens Nase an                                                     | 100+50           | 19. April             | 2.232.000            | Heinz Schillinger       | 871                  |
|              | 200 Jahre Drehorgel „Hofsänger in Berlin“ Radierung nach Ludwig Knaus                                     | 100              | 3. Mai                | 8.140.000            | Antonia Graschberger    | 872                  |
|              | Deutscher Katholikentag 1990 in Berlin Plakat                                                             | 60               | 3. Mai                | 14.641.000           | Fritz Lüdtke            | 873                  |
|              | 100 Jahre Deutsche Pharmazeutische Gesellschaft Mörser, Aspirin-Molekül, Symbol der Gesellschaft          | 100              | 9. August             | 8.150.000            | Reinhold Ertle          | 875                  |
|              | Wohlfahrtsmarken 1990: Geschichte der Post und Telekommunikation - Bahnpost um 1900                       | 60+30            | 27. September         | 8.442.000            | Peter Steiner           | 876                  |
|              | - Telefonarbeiten um 1900                                                                                 | 80+35            | 27. September         | 5.334.000            | Peter Steiner           | 877                  |
|              | - Elektro-Paketzustellwagen um 1930                                                                       | 100+50           | 27. September         | 11.190.000           | Peter Steiner           | 878                  |
|              | 200. Geburtstag von Adolph Diesterweg Adolph Diesterweg, Pädagoge                                         | 60               | 27. September         | 6.100.000            | Bernd Görs              | 879                  |
| Dauermarken  | |                  |                       |                      |                         |                      |
| Bild         | Beschreibung                                                                                              | Werte in Pfennig | Ausgabe- datum (1990) | Auflage Berlin, Bund | Entwurf                 | Mi.-Nr. Berlin, Bund |
|              | Dauermarkenserie: Sehenswürdigkeiten - Löwenstandbild in Braunschweig                                     | 5                | 15. Februar           | 25.412.000           | Sibylle und Fritz Haase | 863 1448             |
|              | - Helgoland                                                                                               | 70               | 21. Juni              | 14.758.000           | Sibylle und Fritz Haase | 874 1469             |